# 金世鎬
金 世鎬（キム・セホ、1929年 - ）は、北朝鮮工作員。朝鮮労働党対外情報調査部所属上級幹部と推定されている。1977年9月19日に発生した宇出津事件の主犯格であり、日本における拉致・工作活動の指揮役であったものと見られる。

## 宇出津事件
この事件で、金世鎬は「吉田」の偽名を用いた。金世鎬は、別の北朝鮮工作員（「吉岡」）に脅迫され、「包摂」されたうえで「土台人」にされた在日朝鮮人の李秋吉に対し、1977年（昭和52年）8月10日、「日本人で独身の45歳から50歳くらいの男性を送り込め」という指令をあたえた。
東京都内で金融業を営んでいた李秋吉は顧客の一人であった久米裕に密貿易の話を持ちかけ、戸籍謄本をとらせたうえで能登半島に誘い出し、1977年9月19日、石川県宇出津海岸に連れ出して工作船（「不審船」）で迎えに来た別の北朝鮮工作員に引き渡した。李秋吉は逮捕され、「日本人を北朝鮮に送りだすと言う大きな事件を起こしてしまいました。妻や親戚に迷惑をかけるかと思うと、生きていけない気持ちです。北朝鮮に渡った久米さんは簡単に日本へ戻れない事はわかっています。それを思うとたまらない気持です。自分は北朝鮮の指示通りやっただけです。今となっては責任の重大さを思います。金世鎬が心から憎い。彼は私に『緊急に日本の戸籍が必要なのだ。あとのことは我々を信じなさい』と言った」と犯行を自供した。
2003年（平成15年）1月9日、警視庁公安部と石川県警察は国外移送目的略取と国外移送の容疑で金世鎬の逮捕状をとり、国際刑事警察機構（ICPO）を通して国際手配を行った。日本政府も北朝鮮に対し所在の確認と身柄の引き渡しを要求している。2006年（平成18年）の日朝包括並行協議では、北朝鮮は、金世鎬について「かかる人物は承知していない」としつつ、日本側からの関連情報提供を前提に、同人特定のための調査を行う旨を回答している。
金世鎬は「宮本明」（みやもとあきら）の偽名を用い、北朝鮮の貿易会社員の肩書を名乗って日本に潜入、一連の犯行に及んだ疑いがもたれている。